# Girolamo de Montesarchio
Girolamo de Montesarchio est un missionnaire franciscain italien du XVIIe siècle.

## Biographie
Ayant vécu une vingtaine d'années dans le royaume de Kongo, il est un des premiers à tenter en 1657 de remonter le fleuve Congo.
Il laisse un manuscrit, Viaggio al Congho, conservé dans les Archivio Provinciale dei Cappucini di Provincia di Toscana au couvent de Montughi à Florence, publié en 1976, riche source d'information sur l'histoire et la société du Congo au XVIIe siècle.  

## Hommage
Une rue de Rome a été baptisée en son honneur. 